# Torenlaan (Hilversum)
De Torenlaan is een straat in het centrum van de Nederlandse plaats Hilversum. De Torenlaan loopt vanaf de Kerkbrink en de Vaartweg tot de Boombergerlaan. Zijstraten van de Torenlaan zijn de Vondellaan, P.C. Hooftweg en de Valkenhoflaan. Het is een straat met daaraan tal van rijksmonumenten. De Torenlaan is ongeveer 330 meter lang.

## Geschiedenis
De Torenlaan is net als de Oude Torenstraat vernoemd naar de toren van de kerk aan de Kerkbrink. Aan de laan ligt de voormalige Torenlaankerk uit 1896 van architect D. Kuiper. Thans dient de kerk als bedrijf en magazijn. Aan de Torenlaan bevindt zich ook het voormalige Postkantoor uit 1943, dit had twee in- en uitgangen, namelijk aan de Torenlaan en aan de Kerkbrink. Dit postkantoor is gebouwd naar een ontwerp uit 1939-1940 van architect Frants Edvard Röntgen van de Rijksgebouwendienst.

## Fotogalerij

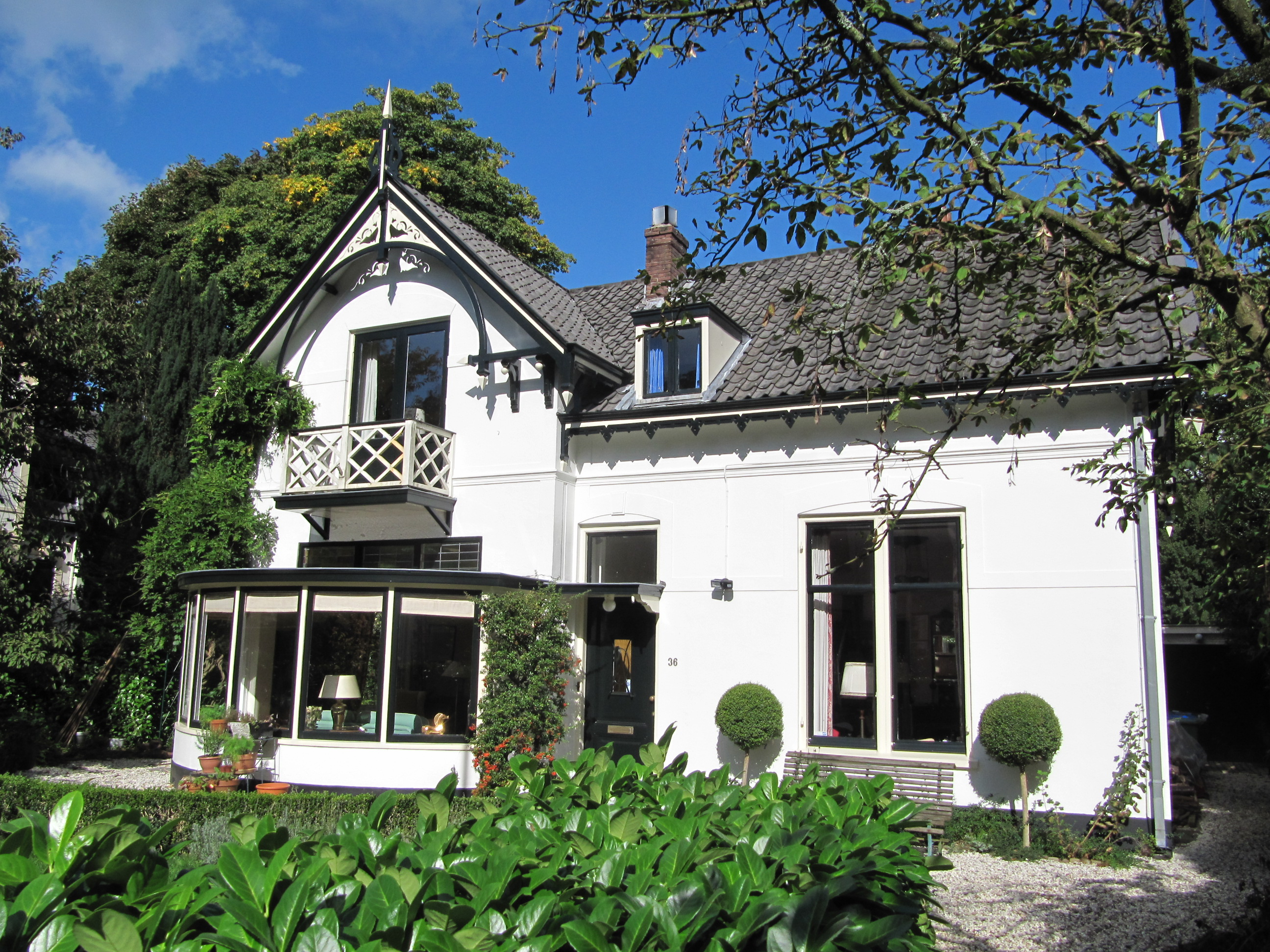
Torenlaan 36 te Hilversum (rijksmonument)
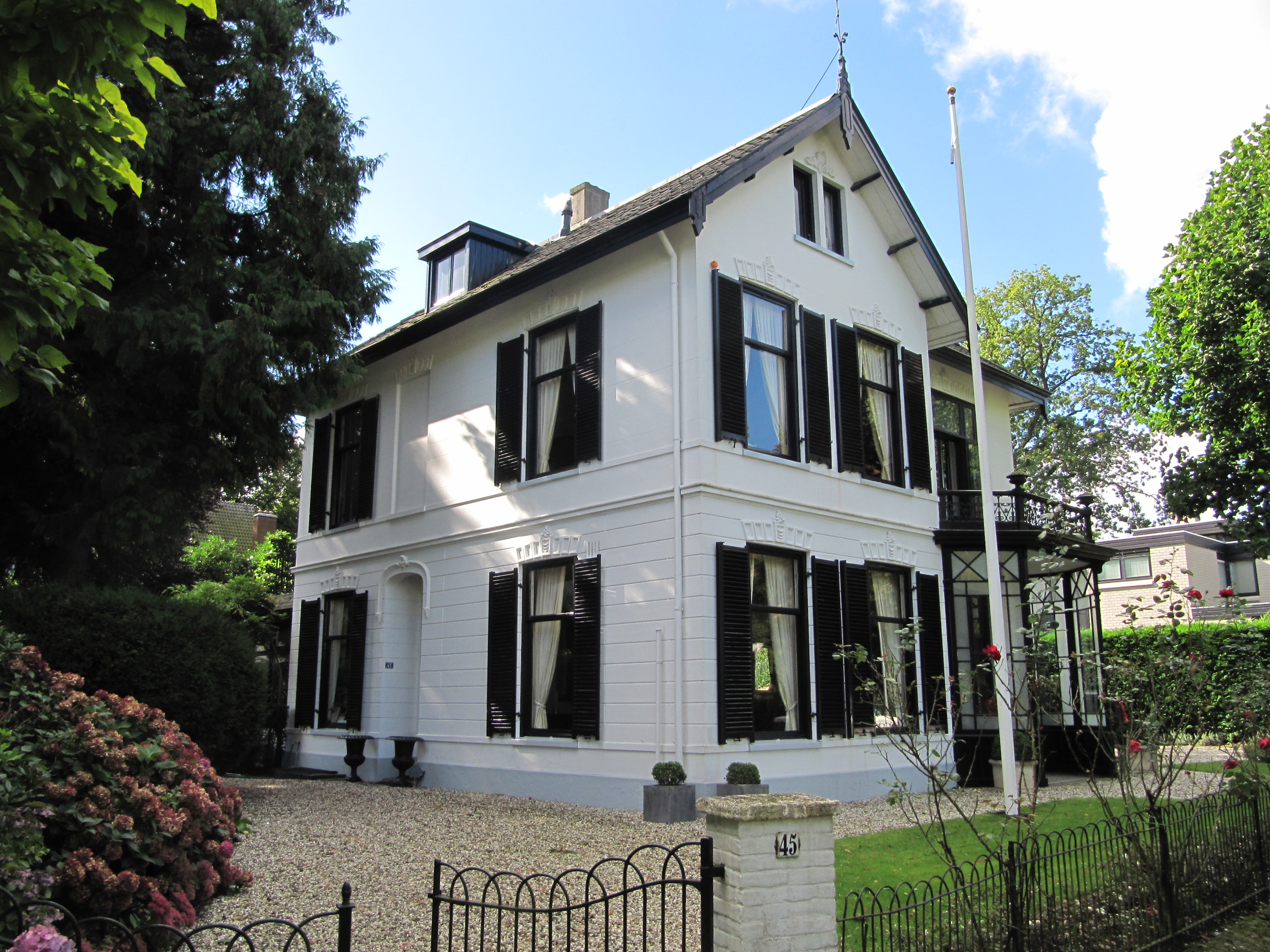
Torenlaan 45 (rijksmonument)

Bussumerstraat ·
's-Gravelandseweg ·
Groest ·
Kerkstraat ·
Kerkbrink ·
Oude Torenstraat ·
Schoutenstraat ·
Torenlaan ·
Vreelandseweg